# 1998 VV5
1998 VV5 är en asteroid i huvudbältet som upptäcktes den 11 november 1998 av den japanska astronomen Takao Kobayashi vid Ōizumi-observatoriet.
Asteroiden har en diameter på ungefär 13 kilometer och den tillhör asteroidgruppen Hygiea.